# Compsocryptus stangei
Compsocryptus stangei là một loài tò vò trong họ Ichneumonidae.